# So Heavy I Fell Through the Earth
So Heavy I Fell Through The Earth è un singolo della musicista canadese Grimes, pubblicato il 15 novembre 2019 come secondo estratto dal quinto album in studio Miss Anthropocene.

## Video musicale
L'uscita del brano è stata accompagnata da un visualizer video.

## Tracce
1. So Heavy I Fell Through The Earth (Art Mix) – 6:08
2. So Heavy I Fell Through The Earth (Algorithm Mix) – 3:52